# Tayanduöarna
Tayanduöarna är öar i Indonesien.   De ligger i provinsen Moluckerna, i den östra delen av landet, 2 800 km öster om huvudstaden Jakarta.